# 尹任
尹任（1487年—1545年8月30日），字任之（임지），本貫為坡平尹氏。朝鲜王朝时期官员、外戚。朝鮮中宗第一繼妃章敬王后的兄長，坡原府院君尹汝弼之子，仁宗的舅舅，大尹派的首領。
爵波恩君（파은군），諡號忠義（충의）。尹任為尹元衡，尹元老兄弟的親族。尹任的曾祖父尹士昀是尹元衡、尹元老兄弟的高祖父尹士昕和貞熹王后的次兄，而尹士昕是貞熹王后的幼弟。中宗反正的一等功臣朴元宗是他的舅舅。

## 生平
1487年波州郡出身。尹任在中宗反正曾參與，反正後被封為漢城府判尹，其後其妹被封為王妃，即章敬王后。章敬王后的薨后，他推薦三從兄尹之任的長女文定王后及中宗第二繼妃。
後生仁宗而死。尹任因此成支持仁宗的重要力量，在其和金安老的支持下，成功立仁宗為世子。
但後因敬嬪朴氏一派掌權，其被排斥外放，直到灼鼠之變後才得以回到朝廷。文定王后生下慶源大君後（即後來的明宗），朝廷分為大尹派和小尹派。直到仁宗突然過世後，明宗繼位，其不滿文定王后攝政，欲立鳳城君為王，事敗，1545年8月30日被大王大妃尹氏下達懿旨賜死。

## 家族系譜
- 高祖：尹璠（朝鲜语：윤번） 判中樞府事 坡平府院君 贈領議政（1384 ～ 1448，諡號貞靖）
- 曾祖：尹士昀 靖難佐翼功臣 工曹判書 寶文館大提學 鈴平君（1409 ～ 1461）
- 祖：尹甫 工曹參判 贈領議政 坡陵府院君
- 父：尹汝弼（朝鲜语：윤여필） 靖國功臣 領敦寧府事 坡原府院君 贈領議政（1466 ～ 1555，諡號靖憲）
- 母：朴氏 順天府夫人
- 妹：章敬王后
- 子：尹興智
- 子：尹興信
- 子：尹興忠
- 子：尹興孝
- 子：尹興悌
- 叔：尹汝該（1480 ～ 1546）
- 舅：朴元宗（1467 ～ 1510）

## 其他
小尹領首尹元衡和尹元老之他的一族，他的高祖尹璠的四男尹士昕是他曾祖尹士昀的弟弟。尹士昕的曾孫尹之任，之任是尹元衡和尹元老，文定王后的父親。